# Església Parroquial de Santa Maria del Camí
L'Església Parroquial de Santa Maria del Camí (Mallorca) és un temple erigit en el segle xviii sobre una antiga església construïda en el segle xiii i modificada en diverses ocasions, sense haver canviat mai el seu emplaçament coincident amb l'actual, al costat del Camí de Muro i el Camí de Santa Maria a Coanegra.

## Orígens històrics
La parròquia ja apareix a la butlla del papa Innocenci IV (1248). Incloïa les poblacions de Santa Eugènia i Santa Maria del Camí, de fet el lloc on està la parròquia és equidistant dels punts més allunyats d'aquests dos termes que aleshores en feien un. L'església de Santa Eugènia fou beneïda l'any 1585 i funcionà com una vicaria in capite de la parroquial de Santa Maria. La separació dels dos termes va ser el 1842, però fins al 1913 l'església de Santa Eugènia va ser una vicaria de l'església parroquial de Santa Maria. El bisbe Antoni de Galiana, el 1369, uní temporalment la parròquia de Santa Maria de Marratxí a la de Santa Maria. Aquesta unió durà, sobre el paper, fins al 1639.

## El temple primitiu
El 1372 el batle, jurats i prohòmens varen fer una talla per l'obra de l'església de Madona Santa Maria del Camí. Disposava d'altar major i altars a diverses capelles, hi havia fossar, campanar amb dues campanes, la terrada, sagristia, un cor amb uns orguets i la font baptismal. Quant a mobiliari, en tot el temple sols hi havia 4 banquetes i 5 cadires de repòs, a l'altar major n'hi havia una ab sitial de cuiro romput. De manera seguida s'havien de fer obres: el 1592 s'havia d'adobar el porxo i trispol, el 1596 s'havia de construir el cor, el 1650 es determinà arreglar les teulades i tancar el fossar. Els jurats se solien reunir dins l'església, davall el porxo o a l'ombra d'un lledoner. Varen ser els jurats els que encarregaren i pagaren el retaule gòtic de Joan Massana.

## La primera etapa de la construcció del temple actual
El 1702, essent rector de la parròquia Mn. Pere Joan Castanyer, es projectà edificar un nou temple. Els diners s'havien de dipositar dins un caixó de tres panys i tres claus, una en mans del rector, una altra al jurat major i l'altra a l'obrer major. Es varen interrompre les obres fins al 1715. El 1718 estaven acabats els dos primers trams. El 1737 ja s'havia acabat tota la nau i capelles. L'arquitecte de la primera etapa va ser Lluc Mesquida i Florit. També hi treballaren Joan Mesquida i Florit i Lluc Mesquida i Rosselló. Josep Antoni Oms va llavorar l'escut de les claus de les primeres voltes, amb l'escut de la vila, i Gaspar d'Oms la resta de claus i els nirvis de les voltes.

## Segona etapa

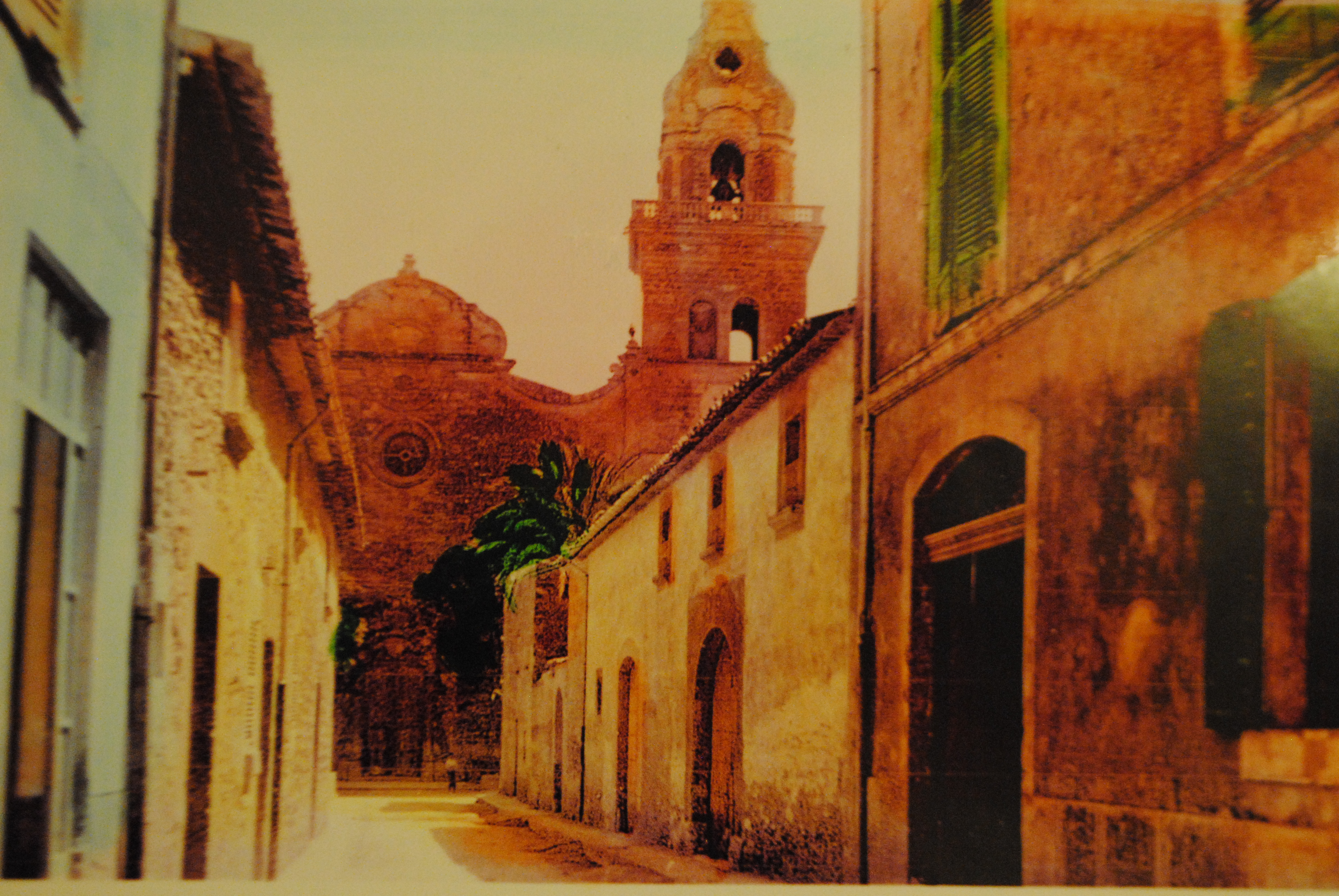
Imatge de l'església parroquial de Santa Maria del Camí des del carrer de l'Església (principis del segle XX)

Essent rector Francesc Móra encara mancava el campanar, la façana i el presbiteri. Va dirigir la major part d'aquestes obres fra Albert Borguny, que va dissenyar el campanar, portades, frontispici i altar major. El 1751 s'inicien les obres del campanar i el 1753 es col·loca la bolla al cim. El 1754 es paga una partida de rajoles blaves fabricades a Barcelona. El mestre d'obres principal és Miquel Garcies, gendre de Lluc Mesquida i Rosselló. El 1756 es comença l'obra del portal major. El 1759 es construeix el portal menor lateral. El 1762 es comença la construcció de l'altar major. El 26 de febrer de 1775, seixanta anys després de començar les obres, tengué lloc la solemne benedicció del retaule. Les obres encara seguiren fins al 1779 quan mestre Nadal Batle va fer la sagristia i la casa posterior a l'església.

## Descripció de l'església

### Façana
Segueix la tradició de barroc mallorquí, de parament llis, formant un sol cos. Té dues pilastres laterals amb escates i rematades per hídries de color verd, una rosassa central i dos òculs menors. El frontis presenta un dibuix de tipus mixtilini, que recorda la forma d'una copinya, i decoració de rajoles blaves.

### Portal major
Format per dues pilastres amb motllures que aguanten la llinda. A la part exterior presenta abundant decoració de motius florals i volutes encadenades, de la qual destaquen dos raïms que originàriament eren daurats. Coronen la portada l'anagrama marià i, a damunt, les quatre barres dins medalló i una corona amb una creu. Sobre la llinda hi ha la inscripció: Non est hic, aliud nisi DOM Dei et porta coeli. 1758. (No és això altra cosa que la casa de Déu i la porta del cel. El disseny és obra de fra Albert Borguny, realitzat en pedra de Binissalem, Son Net de Puigpunyent i Maixella. Els escultors varen ser Rafel Torres, Francesc Obrador, Bartomeu Nicolau i Nadal Batle. Va fer les portes el fuster Bartomeu Sureda.

### Portal lateral, portal menor odels homes
Orientat al sud, dins el sagrat. Presenta les mateixes característiques, però amb decoració més senzilla. Tancat per un arc de tipus mixtilini, de tipus convex a la part central. Corona la portada l'escut quadribarrat entre dos raïms i la corona. El disseny és obra de Borguny i els escultors foren Nadal Batle, Jaume Moià i Bartomeu Nicolau. El ferrer va ser Andreu Torrens.

### El campanar
El campanar és de planta quadrada, de 7 m. de costat i 37 m. d'altura. Al primer tram del campanar hi ha una làpida dedicada a Mn. Rafel Caldentey i Perelló, dissenyada per Guillem Forteza i Pinya, i beneïda el 14 d'abril de 1928. Al tram quart hi ha el rellotge, sufragat per l'Ajuntament l'any 1865. El balconatge i la cúpules, barroques, són molt notables. Està decorat per 5.044 rajoles blaves. Hi havia hídries de color verd a cada cantó de la balconada i damunt la bolla que corona el campanar, però el terratrèmol de 15 de maig de 1851 les va enderrocar i va clivellar les voltes del temple. Les obres foren encarregades al llec dominic fra Albert Borguny. Les obres, dirigides per Miquel Garcies, s'acabaren el 30 de setembre de 1755.
El 15 d'octubre de 1906 un llamp va pegar al campanar fent caure la bolla i l'hídria superior. Les obres de restauració foren dirigides per Guillem Reiners.

### La planta
Té una sola nau amb sis trams i altres tantes capelles laterals. Les capelles del quart tram corresponen al portal lateral, sobre el qual hi ha l'orgue, i a l'entrada de la capella del Roser, a la part esquerra, construïda en el s. XIX.
Sobre el primer tram, sostingut per un arc carpanell amb llum de l'amplària de tota la nau, s'aixeca el cor tancat per una balustrada.
El presbiteri és format per una capçalera trapezoïdal. Als costats hi la sagristia, a la part de l'epístola, i una sala -antiga capella de Comunió- ara usada com a magatzem, a la part de l'evangeli. La planta mida 42m. del fons del presbiteri a la porta d'accés. L'amplada interior és d'uns 20 m. L'altària de la nau és d'uns 11 m. L'altària del temple fins a la clau és d'uns 17 m.

### Alçat i coberta
La coberta és de volta de creueria formada per arcs de mig punt, s'aixeca sobre pilastres entre les capelles, que aguanten un fris del qual arranquen els arcs. Els trams presenten nervacions amb motllures estriades en cordó. A les claus de volta hi ha l'escut de la vila.

## El retaule
Presideix l'altar major i representa la patrona del poble, Santa Maria del Camí, amb el nin Jesús al braç dret. El nin té un raïm a la mà; la Verge reposa sobre un nigulat, situat sobre l'expositor en forma de gran esfera. A la dreta i a l'esquerra hi ha dues escultures de mida natural: Sant Francesc d'Asís i Sant Tomàs d'Aquino. Tot el conjunt es troba emmarcat dins un templet hexagonal sostengut per quatre columnes llises. Fora del templet, damunt una mènsula, hi ha les figures de Sant pere, a la dreta, i de Sant Pau, a l'esquerra. Emmarca el retaule un dosell, color carmesí, que davalla de la volta de l'absis. Diferent àngels en escultura simulen aguantar-lo. Un corona triomfal tanca la composició. Decoracions vegetals de raïms i pàmpols completen l'ornamentació.

## Capelles laterals
Hi ha les de Sant Josep, amb un retaule de Nadal Batle, procedent del Convent dels Mínims; la del Sagrat Cor de Jesús, amb un retaule també procedent del Convent del Mínims; la de Sant Isidre amb una talla en fusta obra de Francesc d'Herrera; la de Santa Catalina Tomàs, creada amb motiu de la beatificació de 1792; la del Baptisteri: la capella de les Ànimes; la de la Immaculada, amb una escultura de mitjan segle xix de Bernat Mates; la de Santa Bàrbara; la del Sant Crist, amb una escultura d'Onofre Ribot de 1704; la de Sant Antoni i la capella fonda del Roser, de la segona meitat del segle xix, construïda essent rector Rafel Caldentey i Perelló.

## L'orgue
El 1737 els jurats decidiren encarregar un orgue a Lluís Navarro, que va començar la feina, però la va seguir Damià Caimari. L'orguener Jordi Bosc el 1765 hi va posar nous clarins. El 1995 el rector Pere Rosselló encarregà la restauració de l'orgue a Pere Reiners i Antoni Mulet.